# 신 추억의 편지
〈신 추억의 편지〉는 이용이 발표한 가요이다. 다음의 노래가 있다.
- 〈추억의 편지 1991〉(1991년)
- 〈추억의 편지 2009〉(2009년)